# Autópálya M31
Autópálya M31 (ungarisch für ,Autobahn M31‘) ist eine Autobahn in Ungarn. Die zwölf Kilometer lange Straße verbindet die M0 mit der M3 und wurde im Juli 2010 eröffnet.